# Bousculade du Hajj en 1994
La bousculade du Hajj en 1994 est une bousculade qui s'est produite le 24 mai 1994 à La Mecque, en Arabie saoudite, lors du pèlerinage du Hajj, pendant le rituel de la lapidation de Satan à Mina. Due à « un afflux record de pèlerins », elle a provoqué la mort de 270 pèlerins musulmans, avec 200 blessés.